# Tiucetus
Tiucetus — це вимерлий рід вусатих китів цетотеріїд, відомий з пізньоміоценової формації Піско в Перу.

## Опис
Tiucetus відрізняється від інших цетотериїдів морфологією черепа.

## Класифікація
Tiucetus базально відноситься до Cetotheriidae.

## Палеогеографія
Інші морські ссавці, знайдені у формації Піско, включають іншу цетотерію, Piscobalaena, дивного дельфіна Odobenocetops, кашалота Acrophyseter, довгошию тюленя Acrophoca та водяного лінивця Thalassocnus.